# 宮尾幹
宮尾 幹（みやお ただす、1892年（明治25年）11月22日 - 1958年（昭和33年）1月26日）は、大日本帝国陸軍軍人。最終階級は陸軍少将。功四級

## 経歴
1892年（明治25年）に熊本県で生まれた。陸軍士官学校第25期卒業。1939年（昭和14年）5月17日に独立野砲兵第1連隊長（関東軍砲兵隊司令部）に就任し、8月1日に陸軍砲兵大佐に進級した。1942年（昭和17年）9月に第5軍兵器部長に転じた。
本土決戦に備えるために内地に帰還し、1945年（昭和20年）1月20日に中部軍兵器部長に就任し、1月29日に中部軍管区兵器部長兼第15方面軍兵器部長に就任し、3月1日に陸軍少将に進級。大阪府で本土決戦に備える中で終戦を迎えた。

## 栄典
- 1945年（昭和20年）5月17日 - 勲二等瑞宝章[6]